# (140) Siwa
(140) Siwa ist ein Asteroid des mittleren Hauptgürtels, der am 13. Oktober 1874 vom österreichischen Astronomen Johann Palisa an der Marine-Sternwarte Pola entdeckt wurde.
Der Asteroid wurde benannt nach der slawischen Fruchtbarkeitsgöttin Siva und bezieht sich auf die zahlreiche illyrische Bevölkerung Istriens. Pola liegt an der Südküste dieser Halbinsel. Die Benennung erfolgte durch Marine-Kommandant Vizeadmiral Freiherr Friedrich von Pöck. Die Bedeutung des Namens ist im Wiener „Kalender für alle Stände“ von 1876, S. 20, veröffentlicht.

## Wissenschaftliche Auswertung
Mit Daten radiometrischer Beobachtungen im Infraroten vom September 1973 am Mauna-Kea-Observatorium auf Hawaiʻi und vom September 1976 am Kitt-Peak-Nationalobservatorium in Arizona wurden für (140) Siwa erstmals Werte für den Durchmesser und die Albedo von 102 oder 103 km bzw. 0,05 bestimmt. Aus Ergebnissen der IRAS Minor Planet Survey (IMPS) wurden 1992 Angaben zu Durchmesser und Albedo für zahlreiche Asteroiden abgeleitet, darunter auch (140) Siwa, für die damals Werte von 109,8 km bzw. 0,07 erhalten wurden. Nach der Reaktivierung von NEOWISE im Jahr 2013 und Registrierung neuer Daten wurden die Werte 2015 zunächst mit 82,6 km bzw. 0,09 angegeben und dann 2016 korrigiert zu 107 oder 95 km bzw. 0,09 oder 0,07, diese Angaben beinhalten aber alle hohe Unsicherheiten.
Eine spektroskopische Untersuchung von 820 Asteroiden zwischen November 1996 und September 2001 am La-Silla-Observatorium in Chile ergab für (140) Siwa eine taxonomische Klassifizierung als C- bzw. Cb-Typ.
Photometrische Beobachtungen des Asteroiden erfolgten erstmals am 6./7. November 1978 am Observatoire de Haute-Provence in Frankreich. Aus den Messungen während einer Nacht konnte nur ein abfallender Ast einer Lichtkurven-Periodizität erfasst werden, woraus geschlossen wurde, dass es sich wahrscheinlich um einen langsamen Rotatoren handelt. Nur etwa 30 Stunden später erfolgte am 8. November 1978 eine unabhängige Beobachtung am Table Mountain Observatory in Kalifornien, die eine ähnliche Lichtkurve ergab. Eine Kombination beider Messergebnisse wies auf eine Rotationsperiode von möglicherweise etwa 22 oder aber etwa 32 Stunden hin. Weitere Beobachtungen wurden daher als notwendig erachtet. Neue Messungen vom 30. Juli bis 4. August 1991 am La-Silla-Observatorium in Chile schienen auf eine Rotationsperiode von 18,5 h hinzuweisen, aber auch hier konnte diese Angabe nicht als definives Ergebnis gewertet werden und weitere Beobachtungen wurden anempfohlen. Messungen vom 1. bis 14. März 1994 und vom 19. bis 23. Juni 1995 am Osservatorio Astrofisico di Catania in Italien ergaben wieder nur lückenhafte Lichtkurven, aber es wurde eine Rotationsperiode von 18,917 h als dafür passend gefunden.

## Vorbeiflug-Ziel der RaumsondeRosetta
Im Rahmen der ursprünglich geplanten Raumsonden-Mission Rosetta zum Kometen 46P/Wirtanen sollten unterwegs auch zwei Asteroiden während eines engen Vorbeiflugs näher untersucht werden. Geplant waren nach dem Start im Januar 2003 zunächst Vorbeiflüge an (4979) Otawara am 11. Juli 2006 und dann noch an (140) Siwa am 24. Juli 2008, bevor das Rendezvous mit dem Kometen im November 2011 stattfinden sollte.
Im Vorfeld wurde daher eine internationale Beobachtungskampagne gestartet, um die potentiellen Ziel-Asteroiden genauen Untersuchungen zu unterziehen. (140) Siwa wurde dazu am La-Silla Observatorium vom 14. Juli bis 10. August 2000 photometrisch und außerdem am 18. und 20. August spektroskopisch beobachtet. Hierbei wurde eine Rotationsperiode von 18,495 h abgeleitet. Das gemessene Spektrum zeigte keine besonderen Eigenschaften, was die taxonomische Einstufung als C- bzw. P-Typ bestätigte, als Erklärung für die Ambivalenz wurden möglicherweise unterschiedliche Hemisphären des Asteroiden in Erwägung gezogen.
Als die Rosetta-Mission wegen Problemen mit der Ariane 5 ECA-Trägerrakete um über ein Jahr verschoben werden musste, war es erforderlich, sowohl einen neuen Ziel-Kometen als auch neue Vorbeiflug-Asteroiden auszuwählen. Eines der vorgeschlagenen Szenarios betrachtete (140) Siwa auch weiterhin als potentiellen Kandidaten. Daher erfolgten am 30. März 2003 durch ein Team am Observatoire de Paris in Meudon ferngesteuerte spektroskopische Beobachtungen mit der Infrared Telescope Facility (IRTF) auf Hawaiʻi. Das gemessene Spektrum war flach und zeigte keine besonderen Absorptions-Eigenschaften. Es ähnelte dem eines Asteroiden des taxonomischen C-Typs aus kohligem Chondritmaterial. Bei der endgültigen Durchführung der Rosetta-Mission ab März 2004 gab es dann aber keinen Vorbeiflug mehr an (140) Siwa.
Am Organ Mesa Observatory in New Mexico erfolgte vom 23. Oktober bis 25. Dezember 2010 wieder eine ausführliche Beobachtung von (140) Siwa, um die Verwirrung um die vielen verschiedenen Angaben zur Rotationsperiode zu klären. Mit der während 10 Nächten aufgezeichneten Lichtkurve wurden versuchsweise Anpassungen auf mögliche Perioden zwischen 15 und 80 Stunden durchgeführt, aber nur Perioden von 34,407 h oder 68,817 h ergaben plausible Ergebnisse. Aus praktischen Überlegungen zur Form der Lichtkurve wurde die kürzere der beiden Perioden als die Korrekte angesehen. Diese Periode könnte auch zu den Daten der Beobachtungen des Jahres 1978 passen, ist aber nicht kompatibel zu den anderen berichteten Perioden. Die Beobachtungen an diesem Observatorium wurden auch 2012 kurz vor der nächsten Opposition des Asteroiden zwischen 17. Januar und 8. März wiederholt. Aus den Daten des gesamten Beobachtungszeitraums wurde eine Rotationsperiode von 34,415 h bestimmt. Allerdings gab es deutliche Unterschiede zwischen den Lichtkurven der ersten und der zweiten Hälfte des Beobachtungszeitraums, die einmal eher zu einem Wert von 34,362 h und ein anderes Mal zu einem Wert von 34,445 h auszuwerten waren. Es war daher kein genauerer Wert als 34,41 ± 0,04 h anzugeben.
Zwischen 2012 und 2018 wurden mit der All-Sky Automated Survey for Supernovae (ASAS-SN) auch photometrische Daten von 20.000 Asteroiden aufgezeichnet. Auf mehr als 5000 davon konnte erfolgreich die Methode der konvexen Inversion angewendet werden, darunter auch (140) Siwa, für die in einer Untersuchung von 2021 erstmals ein dreidimensionales Gestaltmodell für zwei alternative Rotationsachsen mit retrograder Rotation und einer Periode von 34,398 h berechnet wurde.

## Siwa-Familie
(140) Siwa ist namensgebendes und größtes Mitglied einer Asteroidenfamilie mit ähnlichen Bahneigenschaften, wie eine Große Halbachse von 2,70–2,81 AE, eine Exzentrizität von 0,19–0,21 und eine Bahnneigung von 1,5°–2,3°. Taxonomisch handelt es sich um Asteroiden der Spektralklassen C und X, die mittlere Albedo liegt bei 0,08. Der Siwa-Familie wurden im Jahr 2019 etwa 216 Mitglieder zugerechnet.